# 양산 가사암 불설대보부모은중경
양산 가사암 불설대보부모은중경(梁山 袈娑庵 佛說大報父母恩重經)은 대한민국 경상북도 하북면 용연리 , 가사암에 있는 불경이다. 2016년 6월 2일 경상남도의 유형문화재 제596호 창원 보은사 불설대보부모은중경으로 지정되었다가, 2016년 9월 29일 문화재 명칭이 양산 가사암 불설대보부모은중경으로 변경되었다.

## 개요
｢부모은중경｣은 1796년(正祖 20)에 수원 ‘용주사(龍珠寺)’에서 간행된 불경이다. 주지(周知)하는 바와 같이, 용주사는 정조(正祖)의 어버지 사도세자(思悼世子)의 무덤인 현릉원(융릉)의 능사(陵寺)이다.
본 조사 자료는 1책으로 ‘1796년(正祖 20)’에 간행된 기록(刊記)으로, 정조가 왕위에 머무르고 있는 당시에, 현릉원(사도세자 무덤)의 능사(陵寺)였던 龍珠寺(용주사)에서 판각(板刻)되었기 때문에, 목판의 판각과 인쇄에 물심양면(物心兩面)으로 왕실(王室)의 지원(支援) 상황을 파악할 수 있다.
또한 도침(搗砧)된 종이에 목판 판각이 완료된 후 처음으로 인쇄한, 이른바 초간(初刊: 始刊) 초인본(初印本)이기 때문에, 변상도(變相圖)를 비롯한 본문(本文)의 인쇄 상태가 너무나 선명(鮮明)하고 세밀(細密)하며, 매우 아름다운 특징을 보인다.
비록 1796년(正祖 20)에 간행된 목판본이라 하더라도, 왕실(王室)의 후원(後援)을 받아서 판각(板刻) 완성된 용주사 간행의 ｢부모은중경｣이며, 게다가 도침지(搗砧紙)에 인쇄된 매우 아름다운 초간(初刊) 초인본(初印本)의 ‘희귀본(稀貴本)’에 속하는 불전(佛典)이라는 특징을 지니고 있다.

## 같이 보기
- 부모은중경

## 참고 자료
- 양산 가사암 불설대보부모은중경 - 국가유산청 국가유산포털